# 尼崎市立成良中学校
尼崎市立成良中学校（あまがさきしりつ せいりょうちゅうがっこう）は、兵庫県尼崎市西長洲町にある公立中学校。
夜間中学校である琴城分校を有していて、分校は現在尼崎市立歴史博物館内に存在する。

## 沿革
尼崎市立成良中学校
- 2005年（平成17年）4月1日 - 尼崎市立城内中学校と尼崎市立育英中学校が統合し、尼崎市立成良中学校創立。城内中学校の校舎を使用。
- 2007年（平成19年）4月2日 - 新校舎竣工（旧・育英中の校地）、移転。

尼崎市立成良中学校琴城分校
- 1976年（昭和51年）4月 - 尼崎市立城内中学校琴城分校、市立教育研究所内に開校
- 1977年（昭和52年）4月 - 市立教育研究所内から尼崎市立城内小学校北校舎内に移転
- 1995年（平成7年）2月 - 阪神・淡路大震災により尼崎市立城内高等学校校舎内に移転
- 1998年（平成10年）1月 - 尼崎市立城内小学校新校舎内に移転
- 2003年（平成15年）11月 - 尼崎市立城内小学校内から明城児童ホーム・明城こどもクラブ併設施設に移転
- 2005年（平成17年）4月 - 尼崎市立成良中学校琴城分校に校名を変更
- 2020年（令和2年）4月 - 尼崎市立文化財収蔵庫1階新校舎（旧・城内中の校地）に移転
- 2021年（令和3年）4月 - 芦屋市、伊丹市、川西市、三田市、宝塚市、西宮市、猪名川町を校区に追加。

## 部活動

### 運動部
- 野球部
- サッカー部
- 女子バレーボール部
- バスケットボール部
- 女子ソフトテニス部
- 水泳部

### 文化部
- 美術部
- 吹奏楽部
- 家庭科部
- 英語部
- あまっこファーム部

## 校区
尼崎市立成良中学校
- 尼崎市立明城小学校
- 尼崎市立金楽寺小学校

尼崎市立成良中学校琴城分校
- 尼崎市全域
- 芦屋市
- 伊丹市
- 川西市
- 三田市
- 宝塚市
- 西宮市
- 猪名川町

## 著名な出身者
旧城内中学校出身
- 梁川禎浩（バスケットボール選手） - リンク栃木ブレックス
- 伊原正樹（元プロ野球選手） - オリックス・バファローズ
- 藤原孝子（柔道選手）
- 琴浦十糸子（宝塚歌劇団39期生）

## 校区が隣接している学校
- 尼崎市立大庄中学校
- 尼崎市立中央中学校
- 尼崎市立大成中学校
- 尼崎市立小田中学校
- 大阪府大阪市立佃中学校
- 大阪府大阪市立淀中学校